# Virginia Spencer Carr

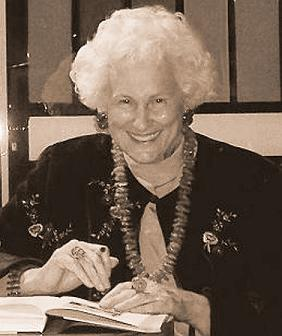
Virginia Spencer Carr

Virginia Spencer Carr (* 21. Juli 1929 in West Palm Beach, Florida; † 10. April 2012 in Lynn, Massachusetts) war eine US-amerikanische Literaturwissenschaftlerin.

## Leben
1969 wurde Carr an der Florida State University promoviert.  
Mehr als 25 Jahre lang lehrte sie als Professorin an der Columbus State University und der Georgia State University in Atlanta. 1980/81 lehrte im Rahmen des Fulbright-Programms in Polen.
Sie verfasste preisgekrönte Biografien von Carson McCullers, John Dos Passos und Paul Bowles.

## Veröffentlichungen (Auswahl)

### Biographien
- A Lonely Hunter: A Biography of Carson McCullers Vorwort von Tennessee Williams, University of Georgia Press, Reprint, 2003.
- Dos Passos: A Life, Northwestern University Press, Reprint, 2004.
- Paul Bowles: A Life, Scribner 2004.

### Andere Werke
- Flowering Judas: Katherine Anne Porter (Women Writers: Text and Context), Hg., Rutgers University Press, 1993.
- Understanding Carson McCullers University of South Carolina Press, Reprint 2005.